# 莎拉·斯蒂勒
莎拉·简·斯蒂勒（英語：Sarah Jane Steele，1988年9月16日—），美国女演员，出生于美国宾夕法尼亚州的匹斯堡市，父亲（George）是一位营养科医师。她的教育生涯与奥斯卡提名导演奈特·沙马兰一样，有着浓浓的宗教色彩，在宾夕法尼亚州东南部一所著名的教会学校（The Episcopal Academy）读完高中，后就读于纽约哥伦比亚大学。
莎拉与2004年在2000名竞争对手中脱颖而出，获得《真情快译通》中的伯妮丝一角，开始步入影视圈。《真情快译通》为她赢来了不少好评，并凭借其本色的表演在随后的电影《吉布叔叔》（又译《好学生》）中扮演了埃莫波·姬克丝（Amber Jinxs），与美国当红青春偶像海顿·潘妮蒂尔（Hayden Panettiere），提姆·戴利（Tim Daly），威廉·赛德勒（William Sadler），乔什·哈钦森（Jush Hutchinson），丹·哈达娅（Dan Hedaya）等一起出演了一曲校园轻喜剧。
2008年参与了电影《玛格丽特》（Margaret）的拍摄，在其中饰演贝姬(Becky)一角，这部影片众星云集，包括2007《人物》全球最性感男人马特·达蒙（Matt Damon），卖座动画《狮子王》I跟II中Simba的配音马修·布鲁德里克（Matthew Broderick），1994以《钢琴别恋》成功获得奥斯卡最佳女配角的童星安娜·帕昆（Anna Paquin），2002年被誉为女性杀手第一位的马克·鲁弗洛（Mark Ruffalo），以及在《白宫风云》（The West Wing）中出色扮演白宫新闻秘书C·J·Cregg的艾莉森·詹妮（Allison Janney）。